# Tanaostigmatidae
Tanaostigmatidae es una familia pequeña de avispas parasíticas en la superfamilia Chalcidoidea. Son casi exclusivamente insectos fitófagos, formando agallas en raíces, hojas o semillas de plantas. Hay 90 especies en 9 géneros principalmente tropicales y subtropicales.